# XXXX (пиво)
ЕКС-ЕКС-ЕКС-ЕКС (ориг. XXXX, изговара се фоур-екс ) је бренд аустралијског пива, који пивара Кеслмејн Перкинс из Квинсленда (сада део јапанске компаније Лион) производи у Милтону, Бризбејн. У Квинсленду је популаран, тако да се обично точи по пабовима и баровима. Кеслмејн је први пут представиио бренд XXXX 1924. године што представља повратак на дугогодишњу традицију употребе Икс-а за означавање јачине пива. Име бренда је такође засновано на XXXX Спарклинг Ејл представљеном 1878.

## Пива
Брендови који се тренутно продају укључују:
- XXXX Битер, је светло пиво са 4,4% алкохола, који се продаје под брендом XXXX. [1] Када се наручи у Квинсленду, често се назива XXXX Хеви.
- XXXX Голд, лагер средње јачине - 3,5% алкохола. XXXX Голд је такође пиво са ниским садржајем угљених хидрата. Када се наручи у Квинсленду, пиво се једноставно назива голд.
- XXXX Самер Брајт Лагер, пиво пуне јачине, са 4,0% алкохола, са ниским садржајем угљених хидрата. Самер Брајт је такође доступан са укусима лимете и манга. [2]
- XXXX Драј, на тржишту као лако питки лагер пуне јачине од 4,2% алкохола .

Поред ових, претходна пива која више нису у масовној производњи повремено су доступна у малим, ограниченим издањима у XXXX Ејлхауз енд Рестаурант (енгл. XXXX Alehouse & Restaurant), који се налази на истој локацији као и пивара. У прошлости су то укључивали:
- Тирсти Дог (енг. Thirsty Dog), пшенично пиво популарно 1990-их.
- XXXX Драфт, мање газирана верзија XXXX Битер-а објављена 1970-их, намењена је да реплицира јединствени укус пива из дрвене бачве.
- Карбајн Стаут (енг. Carbine Stout), Стаут који се производио од 1915. до 2008. године, назван по чувеном тркачком коњу из 1890-их.
- Кеслмен Бест ИПЕ (енг. Castlemaine Best IPA), Индијски Пејл Ејл који је први пут нарпављен1918.
- У децембру 2019, оригинални XXXX Спарклинг Ејл имао је ограничено издање у неколико барова широм пословног региона у Бризбејну, укључујући и Ејлхауз.

Остала пива која више нису доступна укључују:
- XXXX Лајт, пиво са нижим алкохолом са 2,3% алкохола .
- XXXX ДЛ Лагер, пиво са ниским садржајем угљених хидрата које је било доступно са 4,4% алкохола .
- XXXX Голд Аустрелијан Пејл Ејл, са 3,5% алкохола .

## Историја
1857. основана је компанија Кеслмејн Бруерс (енг. Castlemaine Brewers), названа по граду Кеслмејн, Викторија, а 1924. компанија је основала бредн XXXX. Жуто-црвена етикета и даље носи име града. XXXX се кува у пивари Кеслмејн Перкинс Милтон од њеног увођења, а на етикети пивских флаша и лименки је представљена скица уметника (касније веома стилизована) пиваре. Педесетих година прошлог века на пивари је постављен истакнути светлећи знак 'XXXX '. Сам знак се односи на традиционални систем оцењивања за јако пиво .
1992. аустралијска компанија за пиће и храну Лион Натхан купила је Кеслмејн Перкинс, коју је заузврат преузео јапански конгломерат за пиће Кирин 2009.

## Дистрибуција
ИнБев Лтд у Великој Британији је до 2009 имала лиценцу за врење XXXX. Био је доступан у лименци у британским раднјама алкохолног пића, а понекад је и точен у британским пабовима. Са 3,7% алкохола, британски кувани XXXX био је нешто слабији од већине аустралијских варијанти. Кеслмејн XXXX је повучен из Велике Британије крајем јуна 2009. када је истекао уговор о лиценцирању ИнБев-а. 

## Дизајнирање плаката, рекламирање и признавање бренда
Маскота XXXX је господин Форекс - весели цртани човек у оделу са шеширом, који се налази на пивари Форекс у Милтону. За господина Форекс се каже да је настао по узору на Педија Фицгералда, бившег директора компаније, међутим г. Форекс је зачет 1924, а Фицгералд је почео са XXXX тек око 1933.  Друга теорија је да је цртани филм направљен по узору на добро познатог патуљка који је продавао новине у предграђу Фортитјуд Вели касних 1920-их. Прави идентитет инспирације за цртани филм још није откривен.  
Уобичајени надимак који је користила војска (аустралијски, пренео својим савезничким гостима) био је „Бодљикава жица“, јер XXXX изгледа као ограда која се користи у Аутбеку. 
Раних 1980-их покренута је друга велика кампања у области Северног Квинсленда након што је генерални директор 'XXXX ' Пат Холмбо у то време чуо да је локално познати Клинтон Хау, саветник за раднике који праве путеве, могао да конзумира огромну количину пива за кратко време (приближно 3L i лите за 1 минут или 3/4 gal.). Компанија је била принуђена да затвори кампању у првих неколико дана телевизијског рекламирања након притиска владе.
Рекламне кампање из 1980-их и 1990-их имала је слоган „Аустралијанци не би дали XXXX ни за шта друго“.
Већина пива под ознаком XXXX продаје се у Аустралији у лименкама од 375ml (тинис), боце од 375ml (стабис) и боце од 750ml (толис или лонг некс), на точење (у већини пабова у Квинсленду, али иу мањој мери широм остатак Аустралије) и све боце имају поклопце са увијањем. Испод закривљених горњих поклопаца налазе се тривијална питања.
XXXX се још увек служи из дрвених буради у хотелу Брекфест Крик у Њустеду у Квинсленду. Иако није сазрело у бурету, као у случају британског правог ејла, пиво је непастеризовано и испоручено је гравитацијом.
У серији фантастичних романа Терија Пречета Дисксвет, континент налик аустралијским именом XXXX, изговара се „четворци“.
XXXX-ове етикете углавном садрже приказ пиваре Милтон поред железнице Ипсвич, у данашње време са елетричним вишечланим возом железнице у Квинсленду, у првом плану без постојеће опсежне железничке ограде. Претходне етикете су имале парне машине и дизел моторе када су се те локомотиве чешће виђале у Бризбејну.

### Спортско спонзорство и кампање
XXXX је главни спонзор Квинсленд Марунса у серијалу рагби лиге Стејт оф Ориџин. XXXX Голд је такође спонзор Квинсленд Булса и Крикет удружења Кју-Ел-Ди, Ес-Еј, Еј-Си-Ти и Ен-Ти.  XXXX Голд такође спонзорише аустралијски серијал "V8"шампионат супераутомобила, као и огранак Профешонал Булл Рајдерс (ПБР) у Аустралији. 
XXXX је спонзорисао XXXX Голд Бич Крикет Три-Нејшонс серијал 2007. Присуствовали су познати играчи крикета из Аустралије као што је Алан Бордер, Енглеске као што је Грахам Гук и Западне Индије као што је Кортни Волш и Сир Вив Ричардс. 
Од 2012. до 2015., XXXX ГОЛД јеимао трогодишњи закуп за острвo Пaмпкин Ajлeнд, величине 15 јутара, на Јужном Великом кораљном гребену, које су претворили у острво XXXX за коришћење у рекламним и промотивним догађајима. 